# Stones Throw Records
Stones Throw Records è una etichetta discografica indipendente, con sede in California.

## Storia
È stata creata nel 1996 dal DJ e produttore musicale Peanut Butter Wolf. La Now-Again Records e la Soul Cal Records sono due etichette ad essa legate, specializzate in funk e in ristampe di dischi soul.
Alla Stones Throw sono accasati artisti come Madlib e i suoi vari progetti paralleli: Madvillain, Jaylib, Yesterdays New Quintet, Quasimoto, Sound Directions e Lootpack. Altri artisti di spicco dell'etichetta sono James Pants, Gary Wilson, The Turntablist (aka DJ Babu), Rob Swift, Rasco, Breakestra, Oh No, Dudley Perkins, J Dilla (aka Jay Dee), e Koushik.
Nel 2006 l'etichetta ha annunciato di avere messo sotto contratto nuovi artisti, come Aloe Blacc, J Rocc, Roc C, Cue e Georgia Anne Muldrow.